# Тыквенный пирог
Тыквенный пирог (англ. pumpkin pie) — традиционный десерт американской кухни, открытый пирог с начинкой из тыквы. Его пекут, как правило, после окончания сбора урожая, в конце осени — начале зимы. Тыквенным пирогом часто угощают на Хэллоуин, День благодарения и Рождество. Пироги с тыквой выступают традиционными блюдами в разных кухнях, так в сербской кухне слоёный пирог с начинкой из тыквы носит название бундевара.
Тесто для тыквенного пирога готовится из муки, сливочного масла и воды с добавлением соли. Для начинки смешивается тыквенный мусс, яйцо, молоко или сливки и пудинговая масса, а типичный насыщенный вкус достигается за счёт добавления корицы, имбиря и мускатного ореха. В форму для выпечки выкладывается раскатанное тесто, затем тыквенная начинка. У правильно приготовленного тыквенного пирога начинка твёрдая, но без корочки. Охлаждённый тыквенный пирог сервируется обычно со взбитыми сливками.
В результате опытов по поиску ароматов, которые приводят мужчин в любовное настроение, проведённых в 1995 году в Исследовательском центре вкуса и запаха (Чикаго) под руководством Алана Хирша с использованием плетизмографа для пениса, который замерял интенсивность кровяного потока в эрогенной зоне, исследователи установили, что самым возбуждающим ароматом для мужчин является запах тыквенного пирога (на втором месте ароматов находится запах пончиков с лакрицей).
Самый большой в мире тыквенный пирог весом 1678 кг и диаметром 6 метров, на который ушло 550 кг консервированной тыквы, 410 л сгущённого молока и 2796 яиц, испекли в 2010 году на фестивале New Bremen Pumpkinfest в Нью-Бремене, штат Огайо.